# 恋愛内科25時
『恋愛内科25時』（れんあいないか25じ）は、松苗あけみによる日本の漫画。『COMIC MIU』（秋田書店）にて1999年から連載された。
2005年にTBS系列でスペシャルドラマとしてドラマ化された。

## あらすじ
職場のストレス、恋愛の悩み、セックス依存症、不眠症にマリッジ・ブルー、女が抱える悩みは人それぞれ。今日もまた、美形の心療内科医・榊の元を女たちが訪れる……。

## 登場人物
榊 青太郎（さかき せいたろう）
心療内科医。27歳。経験を積むために、医院を転々とする。患者に迫られると、治療外でその要求に応じてしまうこともある。24時間いつでも診療を受け付けている。
智乃（ともの）
物心ついた時から引きこもりで、人と話すことも外に出ることもできなかったが、榊のカウンセリングを受けて完治する。少女のような出で立ちをしているが実年齢は30歳。その後、「お嫁さんにして」と、榊がどこの職場に移ろうとも、まるでストーカーのように榊を追いかける。
行秀（ゆきひで）
外科医。父親は開業医。榊とは友人。女癖が悪く、榊に近づく女たちは皆行秀が先に手を出してしまった。

## テレビドラマ
2005年6月1日、「水曜プレミア ドラマスペシャル」としてTBS系列で放映された。

### キャスト
- 榊青太郎：吉沢悠
- 胡桃沢智乃：吉川ひなの
- 惣領ルミ：杉田かおる
- 亀岡梨々子：三浦理恵子
- 近藤：岡田浩暉
- 田宮：岡田圭右（ますだおかだ）
- 久保真梨江：河合美智子
- 久保幸広：前田耕陽
- 荻野美生：細川ふみえ
- 関川慶久：村井克行
- 関川麻沙子：中村綾
- 半海一晃
- 山地健仁
- 清水章吾
- 高橋ひとみ

### スタッフ
- 脚本：渡邉睦月
- プロデューサー：鈴木早苗
- 演出：酒井聖博